# Московская (Всероссийская) студенческая олимпиада по хирургии
Московская (Всероссийская) студенческая олимпиада по хирургии — ежегодное мероприятие, проводимое на базе Первого Московского Государственного Медицинского Университета им. И. М. Сеченова во второй половине апреля с 1988 г. Программа олимпиады включает в себя конкурсы, отражающие основные хирургические навыки. Участниками являются студенческие команды медицинских ВУЗов, победившие в региональных отборочных этапах.

## История

### Начало (1987—1989)
Побывав в качестве члена жюри осенью 1987 года на хирургической олимпиаде в МОЛГМИ им. Н. И. Пирогова(ныне РНИМУ им. Н. И. Пирогова), профессор I ММИ им. И. М. Сеченова Наталья Сергеевна Королёва, решила организовать и в своей Alma Mater хирургическую олимпиаду, но более задорную и улекательную. Вместе с А. Ю. Аксельродом они решили представить все конкурсы подобно возродившемуся тогда КВН. Именно Н. С. Королёва основала олимпиадное движение I ММИ, она явилась идейным вдохновителем этого важного мероприятия, переросшего в традицию.
Участниками самой первой олимпиады были две команды: команда кружка кафедры хирургических болезней № 2 1-го лечебного факультета, объединённой со Всесоюзным Научным Центром Хирургии АМН СССР, под названием «Цито» и сборная I ММИ, состоящая из представителей кружков кафедр оперативной и общей хирургии, хирургических болезней № 1 1-го лечебного факультета и хирургических болезней № 2 2го лечебного факультета, под названием «Культя». В состав жюри входили ведущие специалисты, доктора медицинских наук и старшие научные сотрудники ВНЦХ АМН СССР.
II олимпиада I-го ММИ состоялась через год в конференц-зале ВНЦХ. Это также была внутриинститутская олимпиада. В ней принимали участие уже несколько иные команды, по сравнению с прошлым годом. Это были члены СНО 1-го и 2-го лечебных факультетов. Команды назывались соответственно: «ШАНС» и «Тетракафедрин».
Конкурсная программа этих олимпиад состояла из следующих конкурсов: "Представление команд, "«Практик», «Домашнее задание», «Трансфузиолог», «Кишечный и аортальный швы», «Эрудит». В целом, пришедшие на Олимпиады студенты и преподаватели могли увидеть увлекательное хирургическое состязание как в мануальных навыках, так и в эрудиции и артистизме.

### Московская олимпиада (1990-е)
В 1990 году Олимпиада вышла в новый формат: участвовали команды ММА им. И. М. Сеченова и ММСИ им. Н. А. Семашко (ныне МГМСУ). В 1992 и 1998 гг. в Олимпиаде принимали участие команды из РГМУ и Смоленской государственной Медицинской Академии соответственно.
Конкурсная программа практически не отличалась от программы внутриинститутских Олимпиад. В разные годы в жюри принимали участие: Т. Б. Богуславская, Н. М. Кузин, А. В. Мещеряков, Ю. В. Стручков, Ю. В. Таричко, Д. Д. Бершаденко, Ю. И. Грибков, Р. М. Лычковский. Р. Т. Адамян, З. Н. Атайков, В. Л. Кассиль, О. Н. Отс, А. Я. Самохин, А. Г. Шерцингер и др. Отличительной ото всех стала XI Московская хирургическая олимпиада (1998 год) — первый и единственный раз проводилась она на базе МГМСУ (ММСИ им. Н. А. Семашко).
В 2001 году состоялась XIII Олимпиада — последняя в данном формате и с данным составом оргкомитета и жюри.

### Возрождение и развитие (2005—2009)
Новый этап в истории Олимпиады начался в 2005 г. Возобновлённая традиция стала быстро набирать обороты и популярность среди различных медицинских ВУЗов Москвы и России. Основным вдохновителем Олимпиады стал профессор кафедры оперативной хирургии и топографической анатомии ММА им. И. М. Сеченова С. С. Дыдыкин, а председателем оргкомитета стал академик РАМН М. И. Перельман. Почётные гости новых олимпиад: проф. Н. С. Королёва (под её чутким руководством были проведены первые 13 олимпиад) и проректор МГМСУ проф. Э. В. Луцевич.
С 2006 г. в Олимпиаде приняли участие уже 9 команд из ВУЗов Москвы, Самары, Саратова, Твери и Новосибирска. В 2009 г. Московская студенческая олимпиада по хирургии впервые вышла на международный уровень — к конкурсантам присоединилась команда Белорусского Государственного Медицинского Университета.
После проведения XVIII Московской студенческой олимпиады по хирургии началось преобразование системы проведения соревнований. Уже со следующего года Олимпиада обрела статус федеральной с проведением региональных туров (Сибирь, Поволжье, Южный Федеральный Округ, Санкт-Петербург, Урал), победитель которых получали право участия в финале Олимпиады в Первом МГМУ им. И. М. Сеченова. Таким образом расширилось количество участников (свыше 30 ВУЗов), усложнилась и расширилась конкурсная программа и оргкомитет.

### Настоящее время (2010 — …)
В настоящее время Московская (Всероссийская) студенческая олимпиада по хирургии является престижным межвузовским мероприятием. Участники конкурсов имеют возможность отрабатывать практические навыки на анатомических препаратах и хирургических симуляторах, развивают борцовские качества и целеустремлённость, могут пообщаться с видными деятелями науки и практикующими хирургами, зарекомендовать себя как будущих первоклассных специалистов.
Новыми конкурсами на Олимпиаде стали «Шов нерва» (с 2009 г., затем трансформировался в «Нервно-сухожильный конкурс»), «Урологический конкурс» (с 2010 г.), «Микрохирургия» (первоначально проводилась на федеральных этапах в 2008—2010 гг, затем вне основного конкурсного зачёта в 2013 г., и в общекомандном зачёте с 2014 г.), «Шов Кожи» (2014 г.). Так же возрос и сам уровень конкурсов: студенты моделируют ситуации аорто-коронарного шунтирования, замещения мочеточника, накладывают гипсовые лонгеты и пр.

## Условия участия
Согласно Положению об Олимпиаде, участвовать могут:
- Команда ВУЗов, занявших 1-е и 2-е места в региональных отборочных турах;
- Команда-победитель прошлогодней олимпиады;
- Команда Первого МГМУ им. И. М. Сеченова (на правах ВУЗа-организатора).

## Жюри
В состав жюри, согласно Положению об Олимпиаде, входят известные хирурги и учёные, принимающие непосредственное участие в проведении и организации олимпиады (в том числе, по 1-2 преподавателя от каждого ВУЗа-участника). Председателем жюри по каждому отдельному конкурсу оргкомитетом назначается независимый представитель (клиницист).

## Победители
| Олимпиада | Год  | Победитель                                                                                       |
| --------- | ---- | ------------------------------------------------------------------------------------------------ |
| I         | 1988 | «Культя» — сборная института                                                                     |
| II        | 1989 | «Тетракафедрин» — сборная 2го лечебного факультета                                               |
| III       | 1990 | Первый МГМУ им. И. М. Сеченова (ММА им. И. М. Сеченова)                                          |
| IV        | 1991 | Первый МГМУ им. И. М. Сеченова (ММА им. И. М. Сеченова)                                          |
| V         | 1992 | Первый МГМУ им. И. М. Сеченова (ММА им. И. М. Сеченова)                                          |
| VI        | 1993 | Первый МГМУ им. И. М. Сеченова (ММА им. И. М. Сеченова)                                          |
| VII       | 1994 | Первый МГМУ им. И. М. Сеченова (ММА им. И. М. Сеченова) и МГМСУ (ММСИ им. Н. А. Семашко) — ничья |
| VII       | 1995 | Первый МГМУ им. И. М. Сеченова (ММА им. И. М. Сеченова) и МГМСУ(ММСИ им. Н. А. Семашко) — ничья  |
| IX        | 1996 | МГМСУ (ММСИ им. Н. А. Семашко)                                                                   |
| X         | 1997 | МГМСУ (ММСИ им. Н. А. Семашко)                                                                   |
| XI        | 1998 | Первый МГМУ им. И. М. Сеченова (ММА им. И. М. Сеченова)                                          |
| XII       | 1999 | Первый МГМУ им. И. М. Сеченова (ММА им. И. М. Сеченова)                                          |
| XIII      | 2001 | Первый МГМУ им. И. М. Сеченова (ММА им. И. М. Сеченова)                                          |
| XIV       | 2005 | МГМСУ                                                                                            |
| XV        | 2006 | Первый МГМУ им. И. М. Сеченова (ММА им. И. М. Сеченова)                                          |
| XVI       | 2007 | Самарский ГМУ                                                                                    |
| XVII      | 2008 | Первый МГМУ им. И. М. Сеченова (ММА им. И. М. Сеченова)                                          |
| XVII      | 2009 | Саратовский ГМУ им. В. И. Разумовского                                                           |
| XIX       | 2010 | Саратовский ГМУ им. В. И. Разумовского                                                           |
| XX        | 2011 | Первый МГМУ им. И. М. Сеченова                                                                   |
| XXI       | 2012 | Саратовский ГМУ им. В. И. Разумовского                                                           |
| XXII      | 2013 | Первый МГМУ им. И. М. Сеченова                                                                   |
| XXIII     | 2014 | Первый МГМУ им. И. М. Сеченова                                                                   |

Наибольшее число побед у команды Первого МГМУ им. И. М. Сеченова — 12 (1990—1993, 1998,1999, 2001, 2006, 2008, 2011, 2013, 2014 гг.), по 3 победы у команды МГМСУ (1996, 1997, 2005 гг.) и Саратовского ГМУ им. В. И. Разумовского (2009, 2010, 2012 гг.), 1 победа на счету Самарского ГМУ (2007 г.). Так же 2 Олимпиады завершились вничью (1994 и 1995 гг.) — между ММА им. И. М. Сеченова и МГМСУ. Победителями Олимпиад 1988 и 1989 гг. (внутривузовских) стали команды «Культя» (сборная института) и «Тетракафедрин» (сборная 2-го лечебного факультета) соответственно.